# اوربیتال ساینس ایکس-۳۴
اوربیتال ساینس ایکس-۳۴ هواپیمای بدون سرنشین ساخت اوربیتال ساینسز کورپوریشن آمریکا است. تا ۱۶ نوامبر، ۲۰۱۰ دو نمونه از آن در پایگاه نیروی هوایی ادواردز نگه داشته می‌شد 
که پس از آن توسط ناسا برای بازگرداندن آنها به وضعیت پرواز به موهاوی کالیفرنیا منتقل شدند.